# Peter Dews
Pour les articles homonymes, voir Peter Dews (metteur en scène).
Peter Kenneth Dews, né le 22 avril 1952, est un philosophe britannique  de la théorie critique et de la philosophie continentale. Il se fait connaître avec son texte Logics of Disintegration relatif aux limites du post-structuralisme. Il est professeur de philosophie à l'université d'Essex.
Il est étudiant au Queens' College à Cambridge et obtient son doctorat de philosophie à l'université de Southampton.

## Écrits
- Logics of Disintegration: Post-Structuralist Thought and the Claims of Critical Theory (1987)  (ISBN 978-1844675746)
- The Limits of Disenchantment: Essays on Contemporary European Philosophy (1995)  (ISBN 978-1859840221)
- Deconstructive Subjectivities (1994)  (ISBN 978-0791427231)
- The Idea Of Evil (2008)  (ISBN 978-1118346303)

## Source de la traduction
- (en) Cet article est partiellement ou en totalité issu de l’article de Wikipédia en anglais intitulé « Peter Dews » (voir la liste des auteurs).